# حكومة صبحي بركات الخالدي الثانية
تشكلت حكومة صبحي بركات الخالدي الثانية في 1 كانون الثاني 1925 بموجب القرار رقم /1/ الصادرعن رئيس الدولة السورية صبحي بركات الخالدي بتاريخ 20 كانون الأول 1924 المنشور بجريدة العاصمة العدد 275· استقالت هذه الحكومة 21 كانون الأول 1925 على إثر انفجار الثورة السورية الكبرى. عانت البلاد عقب ذلك من أزمة حكومية استلم ابانها فرانسوا بيير آليب مندوب المفوض السامي في دمشق مهام رئاسة الحكومة وقد عين الجنرال أندريا حاكماً عسكرياً لدمشق. استمر هذا العهد من تاريخ 9 شباط 1926 وحتى 26 نيسان 1926·
وكانت قد صدرت مراسيم تشكيلها من المفوض الفرنسي ماكسيم فيغان في 24 كانون الأول 1924، هي ثالث حكومات عهد الانتداب الفرنسي على سوريا وأول حكومة في الكيان الذي دعي «الدولة السورية» وقد ضمت أراضي دولتي دمشق وحلب وفق تقسميات هنري غورو الصادرة عام 1920، كما أنها ثاني حكومة جمع رئيسها بين منصب الرئيس ورئيس الوزراء، وثاني حكومة يرأسها صبحي بركات. بموجب القرار الذي اشتمل تأسيس «الدولة السورية» فإن ولاية الرئيس ومعه حكومته تمتد لثلاث سنوات أي حتى 31 كانون الأول 1927 لكن تسارع الأحداث خصوصًا مع انطلاق الثورة السورية الكبرى قد دفع إلى إقالة الحكومة ورئيسها في شباط 1926 فضلاً إن إخضاع البلاد للحكم الفرنسي المباشر، حتى تشكيل الحكومة الجديدة في أيار 1926.

## خلفية قيام الدولة السورية وتشكيل الحكومة
في بداية 1923 استدعي هنري غورو إلى فرنسا، وفي 9 مايو 1923 بدأ المفوض الجديد مكسيم فيغان جولة شملت دمشق وحلب واللاذقية، ومدن أخرى طالب خلالها السوريون بوحدة البلاد السورية. في 26 يونيو 1924 ألقى فيغان خطابًا في دمشق قال به أنه سيسعى لتحقيق أماني السوريين بالوحدة، وقال أن المجالس التمثيلية في دمشق وحلب وافقا على الوحدة في حين رفضها ممثلو دولة جبل العلويين، بناءً على ذلك أعلن فيغان في 5 ديسمبر 1924 من بيروت حل «الاتحاد السوري» وقيام الوحدة التامة بين دمشق وحلب تحت اسم «الدولة السورية» بدءًا من 1 يناير 1925، كما أنه أعاد بهذا القرار دولة الجبل كدولة مستقلة، كذلك فقد أعلن فيغان في القرار ذاته فك ارتباط لواء اسكندرون بدولة حلب وإلحاقه برئيس الدولة السورية مباشرة، على أن يكون ذو استقلال مالي وإداري واعتبرت فيه العربية والتركية والفرنسية لغات رسمية. عيّن فيغان أيضًا صبحي بركات رئيسًا للدولة السورية ولمدة ثلاث سنوات، وبعد مشاورات قدّم بركات تشكيلة الحكومة فأصدرها فيغان في 24 ديسمبر على أن تبدأ عملها في 1 يناير.

## أبرز أحداث عهدها

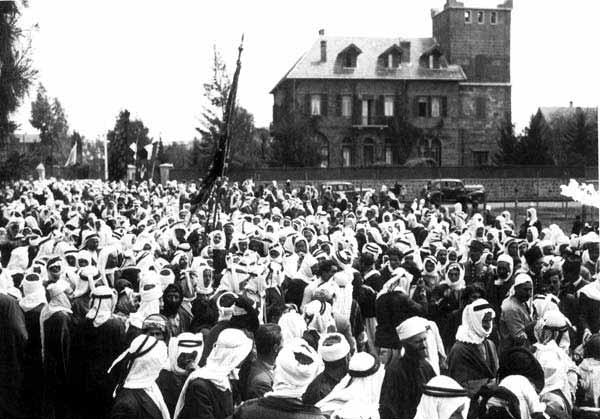
ثوار سوريون في جبل العرب، خلال الثورة السورية الكبرى.

لم تدم مفوضية فيغان طويلاً ليرى عمل «الدولة السورية» ففي 2 يناير تم تعيين الجنرال سراي بدلاً منه مفوضًا ساميًا على سوريا ولبنان، وقد دعا الجنرال سراي إلى تنشيط العمل الحزبي
في البلاد، وأدى ذلك إلى نشوء عدد من الأحزاب أقواها «حزب الشعب» الذي كان أمينه العام الأول عبد الرحمن الشهبندر ومن وجوهه فارس الخوري ولطفي الحفار، مقابل «حزب الاستقلال» الذي تزعمه شكري القوتلي.
كمحاولة لتهدئة مطالب السوريين المستمرة بالوحدة، أصدر سراي في 19 يناير بيانًا ينصّ على اعتبار مواطني دولتي الدروز والعلويين من التابعية السورية. وفي أبريل 1925 زار آرثر بلفور دمشق ونزل في فندق فيكتوريا فخرجت دمشق بمظاهرات حاشدة منادية بسقوط وعد بلفور ولم تتمكن الشرطة من قمع المظاهرات واضطر بلفور للسفر في اليوم نفسه إلى بيروت.
في 21 يوليو 1925 أعلن سلطان باشا الأطرش الثورة السورية الكبرى على فرنسا من السويداء، وقبيل ختام أغسطس كانت الثورة قد وصلت إلى دمشق وغوطتها وريفها ومناطق أخرى من سوريا، وقد هُزمت قوات فرنسا في معركة المسيفرة التي وقعت في سبتمبر 1925، وفي 9 أكتوبر وصلت الثورة إلى حماة بقيادة فوزي القاوقجي، ثم في 18 أكتوبر حاصر الثوار في دمشق قصر العظم مقر الجنرال سراي ومعه صبحي بركات ووزراء الدولة. كرد على ذلك أمر سراي قصف دمشق بالدبابات والطائرات واستمر القصف أربعًا وعشرين ساعة.
أثار ضرب دمشق وإحراقها استياءً كبيرًا حتى في فرنسا، فاستدعت سراي الذي غادر سوريا في 10 نوفمبر، وعين بدلاً منه هنري دي جوفنيل. في 30 نوفمبر قدمت الجمعية السورية في باريس لائحة مطالب من ستة بنود للمفوض الجديد الذي قال أنه سيعمل على تحقيقها لكنه لم يحقق منها شيءًا، وأخذ يحاول التفاوض مع قادة الثورة، ثم أصدر قرارًا في 30 ديسمبر بالدعوة إلى انتخابات عامة.

## الانتخابات الأولى وإقالة الحكومة
قد تكون الانتخابات التي جرت في 8 يناير 1926 وهي أول انتخابات تجري في تاريخ سوريا أبرز منجزات هذه الحكومة مع فشلها في حسم الثورة أو تحسين شروط الانتداب فضلاً عن عدم قدرتها على تحقيق أيًا من المطالب الستة التي رفعتها الجمعية السورية. الانتخابات وجهت بمقاطعة شعبية واسعة خصوصًا في حمص وحماة وحلب، وفي أثناء الإعداد لها ألزمت الحكومة حمل بطاقة شخصية على كل سوري أتم الرابعة عشر من عمره. كان من المقرر بنتيجة الانتخابات وضع دستور شبيه بما حصل في لبنان، غير أن الثورة والمقاطعة شبه التامة للانتخابات، أعاقت ذلك. لذلك عمد دي جوفنيل في فبراير 1926 إلى إقالة الحكومة وتعيين الجنرال فرانسوا بيير أليب لإدارة الدولة السورية ودولة جبل الدوز وحكمها حكمًا مباشرًا؛ وقد استمر الحكم المباشر ثلاث أشهر وفشل في قمع الثورة السورية الكبرى، وفي 2 مايو كلف أحمد نامي بك تشكيل الحكومة وعهد إليه منصب رئيس الدولة، أما صبحي بركات فبعد إقالته اعتزل العمل السياسي، ولم يشكل أي حكومة أخرى.

## التعديلات الحكومية
- بتاريخ 27 آب 1925 صدر القرار رقم 245 المنشور بجريدة العاصمة العدد /282/ لعام 1925 القاضي بما يلي:[1][5][ملاحظة 1]
  - إحالة السيد عطا الأيوبي على المعاش
  - تعيين السيد جلال زهدي وزيراً للعدلية
  - تعيين السيد حمدي النصر وزيراً للمالية

## التشكيل الوزاري
تألفت حكومة صبحي بركات الخالدي الثانية من الوزراء:
| المنصب                                  | الصورة | شاغل المنصب          | في المنصب من        | في المنصب حتى       |       |
| --------------------------------------- | ------ | -------------------- | ------------------- | ------------------- | ----- |
| رئيس الوزراء                            |        | صبحي بركات الخالدي   | 1 كانون الثاني 1925 | 21 كانون الأول 1925 |       |
| وزير العدلية                            |        | عطا الأيوبي          | 1 كانون الثاني 1925 | 27 آب 1925          | [ 6 ] |
| وزير العدلية                            |        | محمد جلال الدين زهدي | 27 آب 1925          | 21 كانون الأول 1925 | [ 7 ] |
| وزير المالية                            |        | محمد جلال الدين زهدي | 1 كانون الثاني 1925 | 27 آب 1925          |       |
| وزير المالية                            |        | حمدي النصر           | 27 آب 1925          | 21 كانون الأول 1925 | [ 8 ] |
| وزير الداخلية                           |        | نصري بخاش            | 1 كانون الثاني 1925 | 21 كانون الأول 1925 |       |
| وزير المعارف                            |        | رضا سعيد             | 1 كانون الثاني 1925 | 21 كانون الأول 1925 |       |
| وزير اللأشغال العامة والزراعة والاقتصاد |        | حسن عزت أرولات       | 1 كانون الثاني 1925 | 21 كانون الأول 1925 |       |

| سبقه الحكومة السورية (يونيو 1922) | الحكومات في سوريا يناير 1925 - ديسمبر 1925 حكم مباشر (استمر الوزراء في تصريف الأعمال) ديسمبر 1925 - مايو 1926 | تبعه الحكومة السورية (مايو 1926) |

## الملاحظات
1. ↑  موقع رئاسة مجلس الوزراء يذكر أن رقم القرار هو 245، في حين يذكر موقع التاريخ السوري المعاصر بأن رقم القرار هو 345.

## روابط خارجية
- الحكومات السورية على موقع رئاسة مجلس الوزراء
- الحكومات السورية على موقع مجلس الشعب السوري
- وزارات الدولة على بوابة الحكومة الإلكترونية السورية
- الوزارات والهيئات الحكومية على موقع مجلس الشعب السوري